# Wojsko i Technika – Historia
Wojsko i Technika – Historia – polski dwumiesięcznik dotyczący historii wojskowości. Równoległe jest wydawany dwumiesięcznik Wojsko i Technika – Historia. Numer specjalny (ISSN 2450-3495).